# (3887) Gerstner
(3887) Gerstner (1985 QX) – planetoida z pasa głównego asteroid okrążająca Słońce w ciągu 5,19 lat w średniej odległości 3 j.a. Odkrył ją Antonin Mrkos 22 sierpnia 1985 roku.